# Розріджувач
Розрі́джувач (рос. разбавитель; англ. thinner, diluent; нім. Verdünner m, Verdünnungsmittel n) – органічні (таніни, лігніни, лігносульфонати та ін.) і неорганічні (пірофосфати, тетрафосфати та ін.) рідини (агенти), які додають до чого-небудь (наприклад, бурового розчину) для зменшення в'язкості і тиксотропних властивостей або для розведення розчину.